# Selman Sevinç
Selman Sevinç (Venlo, 12 april 1995) is een Nederlandse voetballer van Turkse afkomst die als middenvelder speelt.

## Clubcarrière
Selman Sevinç doorliep vanaf de E-elftallen de jeugdopleiding van VVV-Venlo en werd met ingang van het seizoen 2013/14 overgeheveld naar het eerste elftal. Hij maakte daar op 18-jarige leeftijd zijn competitiedebuut op 7 september 2013 tijdens een uitwedstrijd bij FC Dordrecht (5-0), als invaller voor Pim Balkestein.
In de loop van het seizoen tekende Sevinç met ingang van 1 juli 2014 een tweejarig contract bij de Venlose club met een optie voor nog eens twee jaar. Na afloop van de derde periode van het seizoen 2013/14 won hij de Bronzen Stier, de prijs voor het beste talent uit de Eerste divisie. Vijf maanden later kreeg hij de Jan Klaassens Award uitgereikt, de jaarlijkse onderscheiding van VVV voor het grootste talent uit eigen jeugdopleiding.
In de zomer van 2016 bereikte de transfervrije middenvelder met Osmanlıspor een akkoord over een driejarige verbintenis. Hij werd tweemaal verhuurd aan Bugsaşspor. In 2018 ging Sevinç naar Diyarbekirspor. Begin 2019 speelde hij een half jaar in Duitsland bij SV Straelen. Eind juli 2019 keerde hij naar Turkije terug, waar hij aansloot bij Darıca Gençlerbirliği. Twee jaar later verkaste hij naar Bayrampaşaspor dat hij na een half jaar weer de rug toekeerde. In juni 2022 werd bekend dat de middenvelder zijn loopbaan vervolgde bij VSF Amern uit de Landesliga Niederrhein. Twee jaar later keerde Sevinç weer terug op de Nederlandse velden bij tweededivisionist De Treffers.

### Statistieken
| 2013/14                                | VVV-Venlo             | Eerste divisie         | 18  | 3  | 0  | 0 | 2 | 0 | 20  | 3  |
| 2014/15                                | VVV-Venlo             | Eerste divisie         | 14  | 0  | 2  | 0 | 0 | 0 | 16  | 0  |
| 2015/16                                | VVV-Venlo             | Eerste divisie         | 15  | 0  | 0  | 0 | 1 | 0 | 16  | 0  |
| 2016/17                                | Osmanlıspor           | Süper Lig              | 0   | 0  | 0  | 0 | — | — | 0   | 0  |
| 2016/17                                | → Bugsaşspor          | 2. Lig                 | 29  | 1  | 2  | 0 | — | — | 31  | 1  |
| 2017/18                                | → Bugsaşspor          | 2. Lig                 | 4   | 0  | 1  | 0 | — | — | 5   | 0  |
| 2018/19                                | Diyarbekirspor        | 3. Lig                 | 5   | 0  | 1  | 0 | — | — | 6   | 0  |
| 2018/19                                | SV Straelen II        | Kreisliga A            | 13  | 10 | —  | — | — | — | 13  | 10 |
| 2018/19                                | SV Straelen           | Regionalliga West      | 1   | 0  | —  | — | — | — | 1   | 0  |
| 2019/20                                | Darıca Gençlerbirliği | 3. Lig                 | 26  | 2  | 2  | 0 | — | — | 28  | 2  |
| 2020/21                                | Darıca Gençlerbirliği | 3. Lig                 | 29  | 2  | 4  | 1 | — | — | 33  | 3  |
| 2021/22                                | Bayrampaşaspor        | 3. Lig                 | 13  | 1  | 0  | 0 | — | — | 13  | 1  |
| 2022/23                                | VSF Amern             | Landesliga Niederrhein | 23  | 4  | —  | — | 1 | 0 | 24  | 4  |
| 2023/24                                | VSF Amern             | Landesliga Niederrhein | 37  | 8  | —  | — | 0 | 0 | 37  | 8  |
| 2024/25                                | De Treffers           | Tweede divisie         | 9   | 0  | 1  | 0 | — | — | 10  | 0  |
| Carrière totaal                        | Carrière totaal       | Carrière totaal        | 236 | 31 | 13 | 1 | 4 | 0 | 253 | 32 |
| Bijgewerkt tot en met 26 december 2024 |                       |                        |     |    |    |   |   |   |     |    |

## Interlandcarrière
In mei 2014 werd Sevinç geselecteerd voor het Turkse nationale elftal onder 19 jaar dat later die maand kwalificatiewedstrijden moet spelen voor het Europees Kampioenschap onder 19.